# St. Johann (Dießen am Ammersee)

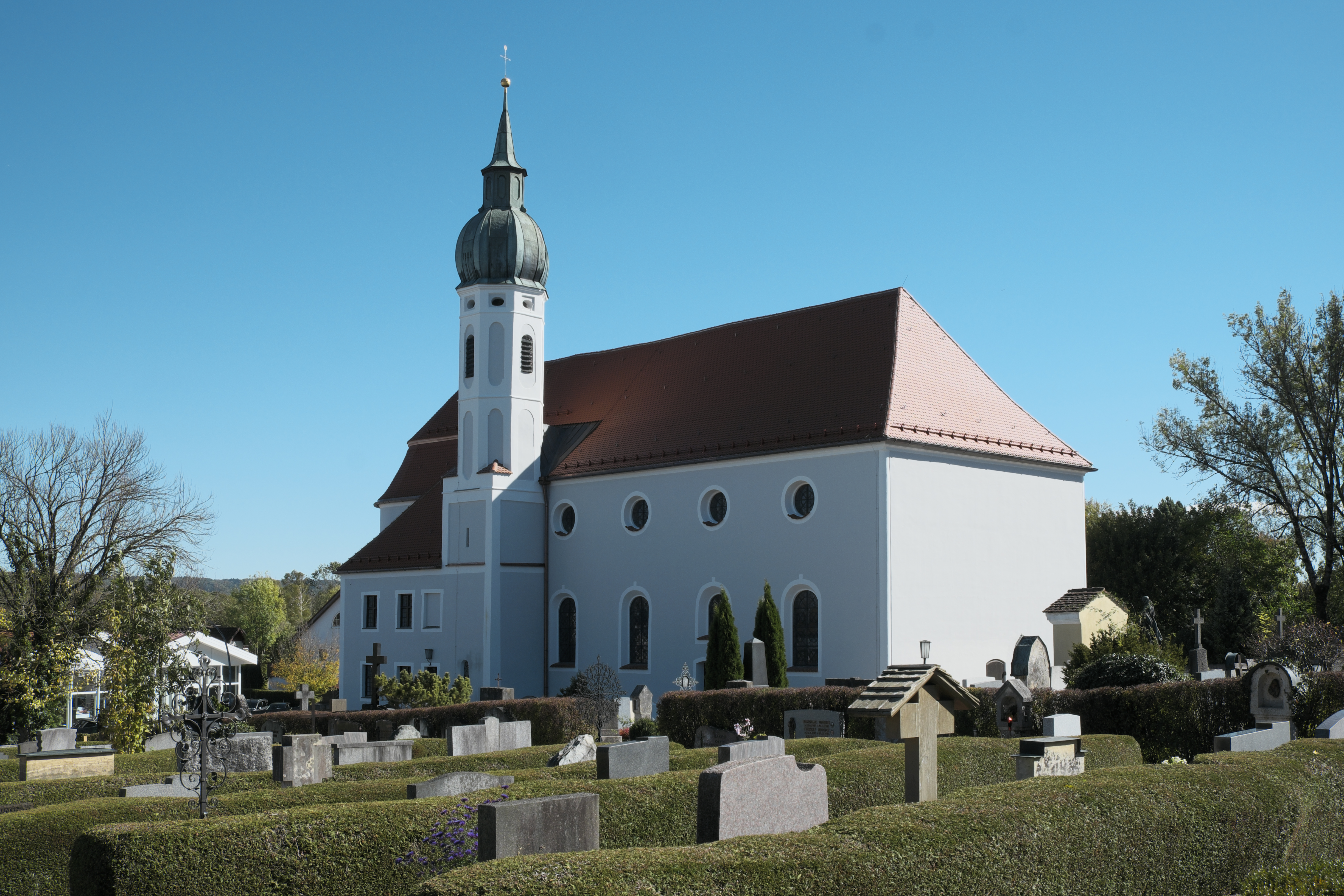
St. Johann von Nordwesten

Die römisch-katholische Kirche St. Johann befindet sich in Dießen am Ammersee, einer Gemeinde im bayerischen Landkreis Landsberg am Lech, und wurde 1584 erbaut und im 18. Jahrhundert zweimal umgestaltet. Der Kirchenbau ist ein eingetragenes Baudenkmal und befindet sich nördlich des Tiefenbachs an der Johannisstraße 29.

## Geschichte
Zunächst befanden sich an der Stelle der heutigen Kirche und des Friedhofes die Krautgärten der Pfarrkirche St. Georgen. Im Laufe des 16. Jahrhunderts kauften vermehrt Dießener Bürger die Krautgärten auf und aus praktischen Gründen wurde 1583 beschlossen, den höher gelegenen alten Friedhof am heutigen Marienmünster aufzugeben und einen neuen Friedhof samt Kirche anzulegen. 
Nach der Genehmigung durch das Kloster wurde der Friedhof 1583 und der erste Kirchenbau 1584 fertiggestellt. Er erhielt das Doppelpatrozinium Johannes der Täufer und Johannes der Apostel und Evangelist. Von der damaligen Anlage sind heute lediglich die Nordmauer und der Turmaufbau erhalten. 
Unter Propst Herkulan Karg wurde die Kirche 1740 erweitert.
Schließlich folgte in den Jahren 1777 bis 1780 ein nahezu kompletter Umbau durch den Raistinger Stuckateur und Bildhauer Thomas Schaidhauf im Stil des Frühklassizismus. Der enge Chor wurde mit der Südseite, der Sakristei und den drei Altären mit Kanzel vollständig abgebrochen, sogar ein neuer Grundstein wurde durch Probst Berchtold 1777 gelegt. Die neue Sakristei liegt nun im Nordteil, 24 Fenster schmücken die Kirche.
Wie viele Kirchen war der Bau im Zuge der Säkularisation 1803 gefährdet, doch der Markt Dießen übernahm das Gotteshaus als Friedhofskirche und rettete das Gebäude so vor dem Verfall.
Durch die Lage der Kirche nur etwa fünf Meter westlich der Hauptdurchgangsstraße und das wachsende Verkehrsaufkommen im Laufe des 20. Jahrhunderts musste die Kirche mehrfach renoviert werden. So wurde erstmals 1962/63 aufgrund von Rissen und akuter Einsturzgefahr eine vollkommene Innenerneuerung durchgeführt, Süd- und Ostwand mit Bohrpfählen unterfangen und der Fußboden und das Dach ausgebessert. Nach kleineren Sanierungen 1980 wurden 2016 für eine Million Euro große Teile der Kirche komplett saniert.

## Architektur

### Außenbau
Der frühklassizistische Saalbau verfügt über einen gedrückt rundbogigen Chor. Die Wände werden oben von runden Fenstern und unten von Rundbogenfenstern durchbrochen. Der mit einer Zwiebelhaube gedeckte Nordturm wird durch Gesimse gegliedert. Im Glockengeschoss befinden sich Rundbogenfenster. 

### Innenraum
Im Osten des Saalbaus befinden sich der rundbogige Chor, sowie die Sakristei. Die Vorhalle mit der Orgelempore liegt am Westende. Die Wände sind mit Pilastern mit Kapitellen besetzt, darüber läuft am Gewölbeansatz ein auf Konsolen aufliegendes Gesims. 

## Ausstattung
- Der Hochaltar wurde von Thomas Schaidhauf geschaffen und reicht bis zum Gewölbe empor. Hier ist das Abtwappen Propst Berchtolds angebracht. Putten tragen die Leidenswerkzeuge Speer und Stange. Am Fuße des zentralen Kreuzes steht die Mater Dolorosa, Johannes und Maria Magdalena trauern neben ihr um den Gekreuzigten. Flankiert wird der Altar von Statuen des Heiligen Petrus und Paulus, vergoldete Empirewasen und Leuchter, sowie Kanontafeln bilden den Altarschmuck.
- Die Seitenaltäre stehen über Eck, rechts steht der Heilige Sebastian in Begleitung zweier kleiner Statuen, daneben Johannes der Täufer mit den Pestpatronen Sebastian und Rochus. Mehrere Putten mit Palmen und versilberte Leuchter bilden den Zierrat.
- Der Kreuzweg zählt 15 Stationen, die letzte stellt die Auffindung des Kreuzes durch Helena dar.
- Die weiße Kanzel schmücken weiße Putten, neben ihr ein Ölgemälde der heiligen Familie.
- Mehrere Grabplatten, in Boden und Wände eingelassen, weisen auf die hier begrabenen Marktrichter des herzoglichen Bannmarktes Dießen hin. Zwei Blechtafeln erinnern an den Markt- und Seerichter Franz Ferdinand Helmberg.

## Friedhof
Der ursprünglich 1583 angelegte Friedhof wurde erstmals 1740, weiterhin 1876 und zuletzt aufgrund des Bevölkerungswachstums durch die 2000 Heimatvertriebenen nach dem Zweiten Weltkrieg im Jahr 1950 erweitert. Zentral gelegen befindet sich ein Mausoleum für die Kriegsgefallenen.